# Glacisgården
Glacisgården er en fredet ejendom i jugendstil, der er beliggende på hjørnet af Østbanegade og Trondhjems Plads på Østerbro i København med udsigt over Boulevardbanen.
Bygningen har navn efter den glacis udenfor Københavns østre vold, som var lokaliseret på stedet indtil anden halvdel af 1900-tallet. Bygningen blev opført i 1903-1904 efter tegninger af Aage Langeland-Mathiesen. Arkitekturen er stærkt inspireret af en bygning i Budapest, der er tegnet af Arthur Meinig i 1898. Særligt iøjnefaldende er de ovale vinduer og den buede fronton mod Østbanegade.
Ejendommen er et fire etager højt hjørnehus med syv fag mod Østbanegade, et affaset hjørnefag og fire fag mod Trondhjems Plads. Huset rummer ti store lejligheder.
Glacisgården har i Bydelsatlas Østerbro høj bevaringsværdi og blev fredet 2. december 2001 med blandt andet den begrundelse, at den er "et af Københavns få huse i Jugendstil og derfor indtager en væsentlig plads i såvel dansk arkitekturhistorie som blandt Østerbros etageboligbebyggelse".